# Cynolebias gibbus
Cynolebias gibbus är en fiskart som beskrevs av Costa 2001. Cynolebias gibbus ingår i släktet Cynolebias och familjen Rivulidae. Inga underarter finns listade i Catalogue of Life.